# 毕占云
毕占云（1903年10月—1977年2月27日），原名毕瑞祥，乳名毕毛尔，中国人民解放军中将，1955年获一级八一勋章、一级独立自由勋章、一级解放勋章。